# リサレアーナ・プーリー＝ラネ
リサレアーナ・プーリー＝ラネ（Risaleaana Pouri-Lane、2000年5月28日 - ）は、ニュージーランドの女子ラグビー選手。

## プロフィール
- オーストラリア・シドニーオーバーン出身[1]。
- 身長 165cm、体重 67kg

## 略歴
2021年、東京五輪の7人制女子ニュージーランド代表に選ばれて金メダル獲得。
2024年、2024パリ五輪の7人制女子ニュージーランド代表に選ばれて金メダル獲得。